# Lazare Isidor

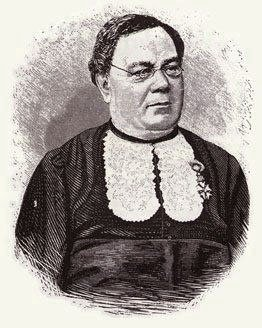
Lazare Isidor

Lazare Isidor (geboren am 13. Juli 1813 in Lixheim, Lothringen; gestorben am 16. September 1888 in Montmorency) war von 1867 bis zu seinem Tod Großrabbiner Frankreichs. Bekannt wurde er als Initiant einer neuen französischen Bibelübersetzung sowie dadurch, dass er zusammen mit Adolphe Crémieux die Abschaffung des Judeneides in Frankreich bewirkte.

## Leben und Wirken

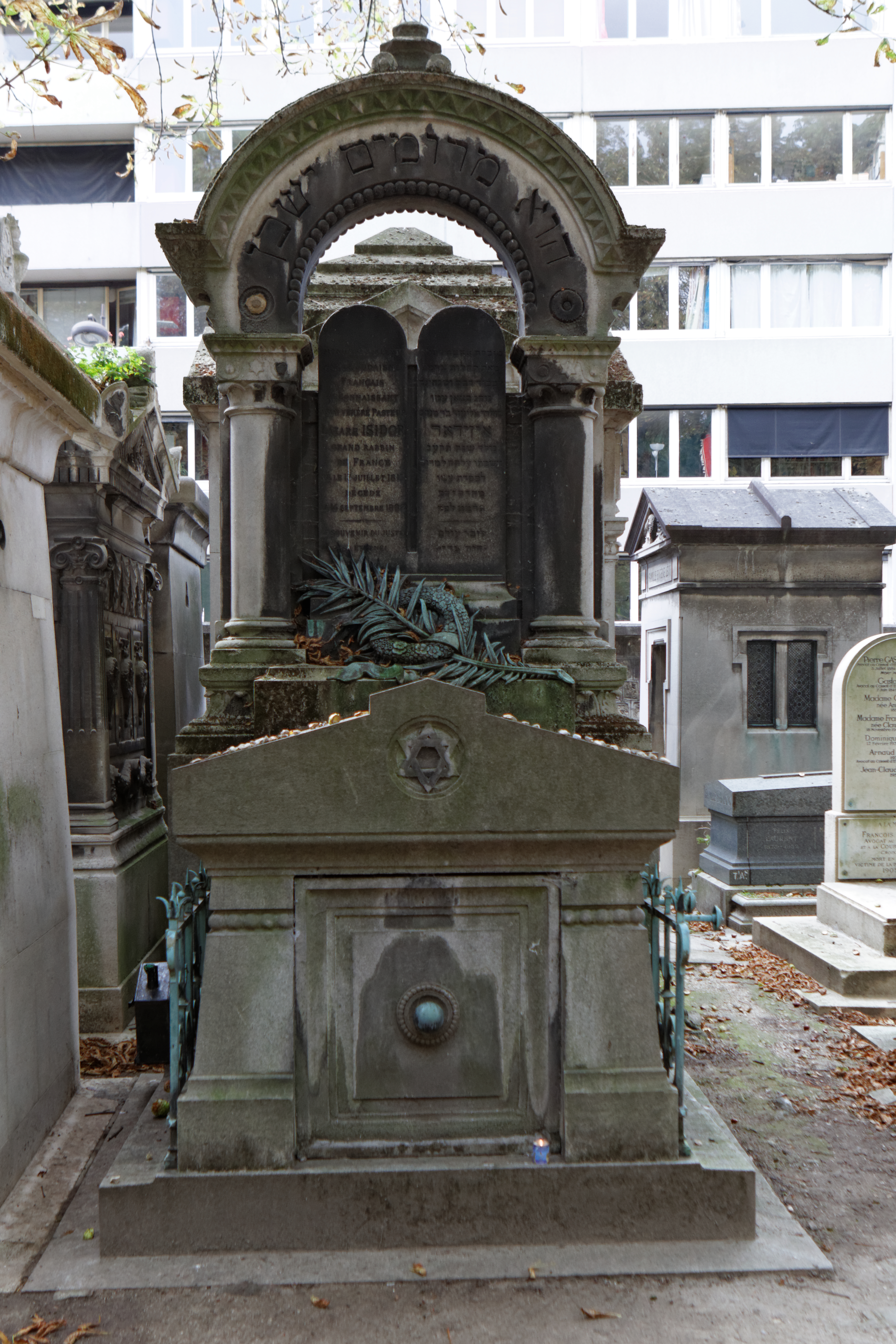
Grabstätte auf dem Friedhof Père-Lachaise

Lazare Isidor wurde 1813 in Lixheim geboren, das zu jener Zeit zum Département Meurthe gehörte. Er entstammte einer elsässischen Rabbinerfamilie. 1829 nahm er ein Studium am Rabbinerseminar in Metz auf, das später nach Paris verlegt und zum Séminaire israélite de France wurde. 1838 wurde er zum Rabbiner von Phalsbourg ernannt, 1847 zum Rabbiner von Paris und schließlich 1867 zum Großrabbiner Frankreichs, als Nachfolger des verstorbenen Salomon Ulmann (1806–1865).
Als 1838 ein Mitglied der jüdischen Gemeinde Saverne in der Synagoge Phalsbourg auf Anordnung des Bezirksgerichts Sarrebourg einen Judeneid leisten sollte, weigerte sich Isidor als amtierender Rabbiner, die Synagoge zu diesem Zweck zu öffnen. Er wurde deswegen angeklagt und vom Rechtsanwalt Adolphe Crémieux erfolgreich verteidigt. Dieser bezeichnete in seinem Plädoyer die entwürdigende Praxis des Eides more judaico als verfassungsfeindlich, worauf dieser durch ein Urteil des Kassationsgerichtshofes abgeschafft wurde.
Ab 1876 ließ Isidor eine neue französische Übersetzung der jüdischen Bibel anfertigen, die von 1899 bis 1906 unter der Aufsicht seines Nachfolgers Zadoc Kahn als Rabbinatsbibel („Bible du Rabbinat“) veröffentlicht wurde.
In seiner rabbinischen Funktion widersetzte sich Isidor den Bestrebungen des Reformjudentums. Gleichzeitig erstrebte er eine Verbesserung der Liturgie und bat die Distriktrabbiner, die Anzahl Pijjutim (religiöse Dichtungen) im Gottesdienst zu reduzieren. Zudem bemühte er sich um eine Assimilation der algerischen Juden, die 1870 durch die Bestimmungen des Décret Crémieux die französische Staatsbürgerschaft erlangt hatten.
1859 wurde er zum Ritter der Ehrenlegion ernannt und 1878 zum Offizier befördert. Er starb 1888 und wurde auf dem Friedhof Père-Lachaise bestattet.